# Halèsion
Halèsion (en grec antic Ἁλήσιον πεδίον "la plana salada") era una comarca del sud-oest de la Troade, al sud del riu Satinoeis, segons Estrabó.
El seu nom venia de que era coberta per la mar una part de l'any i, en retirar-se, deixava molta sal. Unes salines anomenades Tuzla encara existeixen a la zona.
Hi havia una història segons la qual Lisímac va cobrar un impost als recol·lectors de la sal i que la sal va desaparèixer totalment, però reaparegué amb la retirada de l'impost, segons expliquen Plini el Vell i Ateneu de Nàucratis.